# Lamachus transiens
Lamachus transiens là một loài tò vò trong họ Ichneumonidae.